# Doris (mythologie)
Pour les articles homonymes, voir Doris.

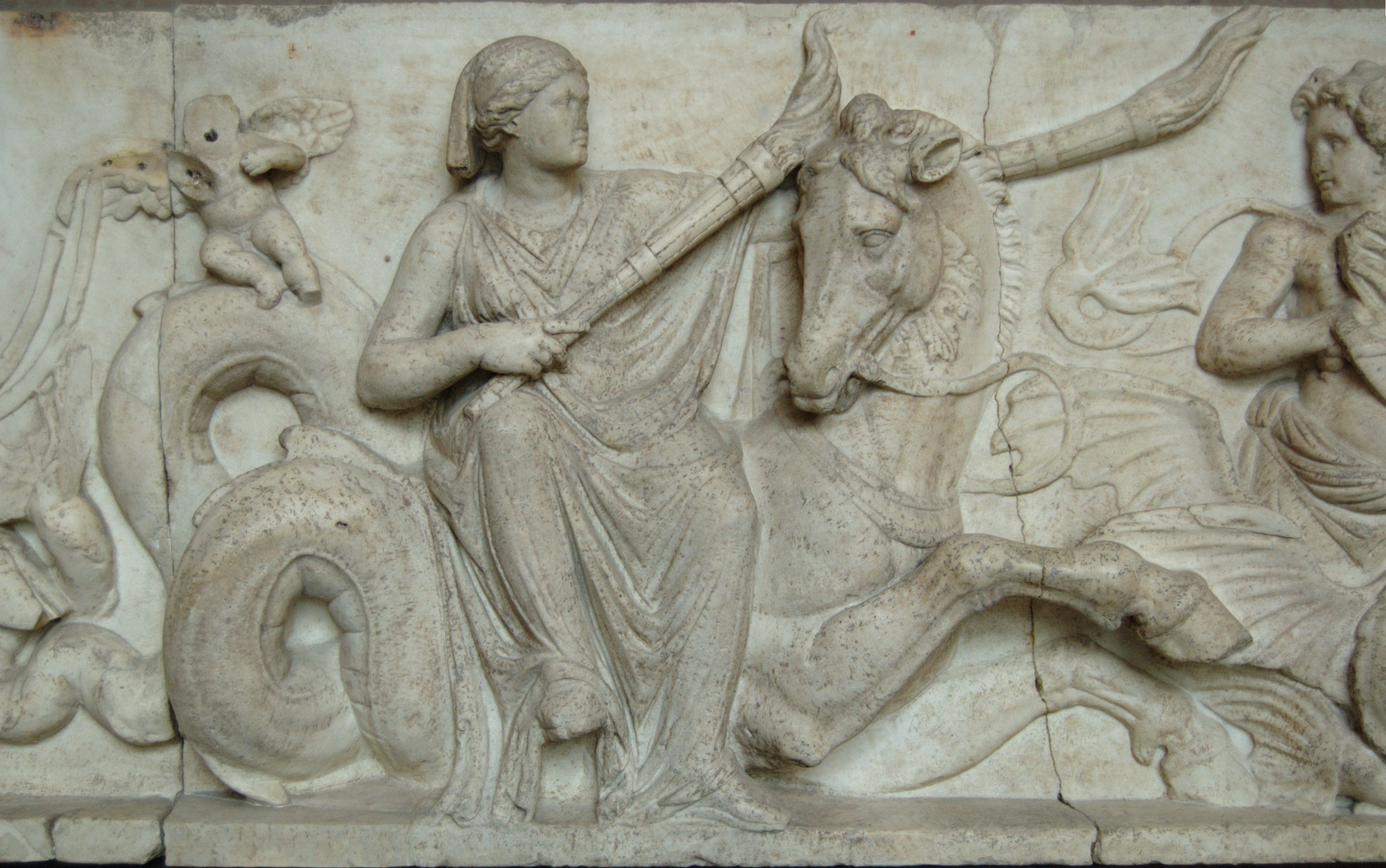
Doris sur un hippocampe portant deux torches pour éclairer le cortège des noces de Poséidon et Amphitrite, base d'un groupe sculpté, fin IIe siècle av. J.-C., Glyptothèque de Munich (Inv. 239).

Dans la mythologie grecque, Doris (en grec ancien Δωρίς / Dōrís) est une Océanide, fille d’Océan et de Téthys. Elle est mariée à Nérée, de qui elle eut cinquante filles, connues sous le nom de Néréides, et un fils, Néritès. L'une de ses filles s'appelle également Doris. 
On la prend tantôt pour la mer elle-même :
« Doris amara suam non intermisceat undam… »
— Virgile, Bucoliques, égl. X.
Tantôt pour une de ses filles :
« Δωρὶς καὶ Πανόπη, καὶ εὐειδὴς Γαλάτεια,
Ἱπποθόη τ᾽ ἐρόεσσα. »
— Hésiode, Théog., v. 251.

## Évocation moderne

### Zoologie
Le genre de mollusques gastéropodes Doris, comme la famille des Dorididae à laquelle il appartient (« nudibranches doridiens »), tiennent leur nom de cette divinité (et le nom du site web DORIS de la fédération française de plongée s'en inspire, ayant pour symbole le mollusque).